# Orgulho da noite
Os orgulhos da noite (em francês prides de nuit) são mobilizações de pessoas LGBTI alternativas às marchas do Orgulho, às que consideram despolitizadas.
O movimento lançaram-no ACT UP, OUTrans, Femmes em Lutte 93 e outras associações em Paris em 2015 em oposição ao que percebiam como uma despolitização das marchas do Orgulho e sua perda de autonomia em relação aos poderes públicos e ao capitalismo rosa.
Em Paris organizaram-se outras duas edições em 2016 e 2017, ainda que em 2018 decidiram não convocar um quarto protesto por temor a que se convertesse num encontro simbólico institucionalizado que não levasse a realizar outras acções. No entanto, desde 2016 o movimento já se tinha estendido a outras cidades de França, como Toulouse, Lyon ou Niza.
Também em outros países levam-se a cabo acciones similares, especialmente no contexto do movimento Gay Shame.